# Khi hoa trà nở
Khi hoa trà nở (Hangul: 동백꽃 필 무렵, còn được biết đến với tên tiếng Anh: When the Camellia Blooms) là một phim truyền hình Hàn Quốc năm 2019 với sự tham gia của Gong Hyo-jin, Kang Ha-neul và Kim Ji-seok. Phim được phát sóng vào khung giờ thứ Tư và thứ Năm của KBS2 lúc 22:00 (KST) bắt đầu từ ngày 18 tháng 9 năm 2019.
Khi hoa trà nở trở thành phim truyền hình đạt rating cao nhất năm 2019 (không kể phim dài và phim cuối tuần) với rating cao nhất đạt 23.8%. Bộ phim nhận được cơn mưa lời khen không chỉ bởi các khán giả mà còn bởi các nhà phê bình cho việc dàn dựng phim và màn phối hợp diễn xuất đỉnh cao của các diễn viên. Kịch bản thực tế đan xen giữa 'lãng mạn, hài hước và kịch tính' đã giúp bộ phim nhận được nhiều sự yêu thích lẫn những phản hồi tích cực .
Theo Nielsen Korea, bộ phim cũng đồng thời trở thành phim truyền hình được đánh giá cao thứ hai trong năm dựa trên rating trung bình 14.83%, xếp sau The Fiery Priest .

## Cốt truyện
Bộ phim kể về cuộc đời của người phụ nữ Dong Baek (Gong Hyo-jin) là chủ nhân của quán bar Camellia, một nơi có đủ loại khách hàng và cũng là một thế giới thu nhỏ với đủ những câu chuyện của mỗi người.
Dong Baek đã gặp 3 người đàn ông có ảnh hưởng rất lớn đối với cuộc đời cô, trong số đó có một người đàn ông tốt, một người đàn ông tồi và một người vô cùng nhỏ mọn. Họ xuất hiện cùng lúc và đã làm đảo lộn cuộc sống của Dong Baek.
Tuy nhiên, Yong Shik (Kang Ha-neul) sẽ là người đàn ông tốt mang đến cho Dong Baek những trải nghiệm hoàn toàn mới về tình yêu. Người đàn ông này, sẽ dùng trái tim chân thành của mình để yêu thương, che chở để đánh thức con người thật bên trong Dong Baek.

## Diễn viên

### Diễn viên chính
- Gong Hyo-jin vai Dong-baek [8], là mẹ đơn thân, đồng thời là bà chủ của quán bar Camellia. Kể từ khi Dong-baek xuất hiện và mở quán bar Camellia tại vùng quê Ongsan cách đây 6 năm, các bà nội trợ ở đây đã tỏ ra xem thường khi biết hoàn cảnh của cô, họ thường xuyên kiếm cớ bắt nạt cô vì những ông chồng hay lui tới ủng hộ quán bar. Một số vị khách còn thường có những hành vi khiếm nhã với Dong-baek. Sự dèm pha và kỳ thị của những người xung quanh đôi khi vượt quá sức chịu đựng của Dong-baek, nhưng cô chưa từng vì cái nhìn của người khác mà tự hạ thấp giá trị của bản thân. Trái lại, Dong-baek càng thêm trân trọng cuộc sống, yêu bản thân và nỗ lực nuôi nấng con trai thành một người tử tế.
- Kang Ha-neul vai Hwang Yong-sik, từng là cảnh sát ở Seoul nhưng bị điều về Ongsan do đánh phạm nhân trước phóng viên. Yong-sik đã yêu Dong-baek từ cái nhìn đầu tiên ở tiệm sách. Sự thẳng thắn và bộc trực của anh đã có lúc "dọa" Dong-baek sợ vì sự tán tỉnh quá dồn dập, bù lại, tấm chân tình của Yong-sik dần dà đã xóa tan mặc cảm tự ti, chạm đến trái tim của Dong-baek. Không chỉ luôn đứng ra bảo vệ cô, anh còn ở bên cạnh tiếp thêm sức mạnh, chia sẻ và động viên Dong-baek.
- Kim Ji-seok trong vai Kang Jong-ryeol [9], mối tình đầu của Dong-baek, hiện đang là cầu thủ bóng chày nổi tiếng trong đội Ligers. Anh thường tham gia chương trình Superman Returns cùng với đứa con gái nhỏ. Đồng thời anh cũng là cha của Pil-gu, con trai của Dong-baek.

### Diễn viên phụ
- Ji Yi-su vai Jessica, vợ của Jong-ryeol, ngôi sao SNS.
- Oh Jung-se vai No Gyu-tae, chủ nhà của Dong-baek.
- Yeom Hye-ran vai Hong Ja-young, vợ của Gyu-tae. Bà là luật sư ở Ongsan.
- Son Dam-bi vai Hyang-mi [10], nhân viên bán thời gian ở quán Camellia.
- Kim Kang-hoon vai Pil-Gu, con trai của Dong-baek.
- Go Doo-shim vai Deok-soon, mẹ của Yong-sik, chủ quán cua ngâm Baek-du.
- Lee Jung-eun vai Jo Jung-sook, mẹ của Dong-baek.
- Jeon Bae-soo vai sếp Byeon, đội trưởng đồn cảnh sát Ongsan.
- Carson Allen vai Helena, nhân viên ở quán cua ngâm Baek-du.

## Rating
- Trong bảng này, số màu xanh chỉ tỷ lệ người xem thấp nhất và số màu đỏ chỉ tỷ lệ người xem cao nhất.
- NR chỉ tỷ suất phim không nằm trong top 20 chương trình truyền hình (bao gồm tin tức, thể thao, show,...) của ngày đó (Theo AGB Nielsen).
- Mỗi buổi phát sóng được chia thành hai tập, mỗi tập dài 35 phút vì lý do thương mại.

| Tập          | Ngày phát sóng       | Tên tập phim                                                                | Tỷ suất khán giả trung bình | Tỷ suất khán giả trung bình | Tỷ suất khán giả trung bình |  |
| Tập          | Ngày phát sóng       | Tên tập phim                                                                | AGB Nielsen                 | AGB Nielsen                 | TNmS                        |  |
| Tập          | Ngày phát sóng       | Tên tập phim                                                                | Toàn quốc                   | Seoul                       | Toàn quốc                   |  |
| ------------ | -------------------- | --------------------------------------------------------------------------- | --------------------------- | --------------------------- | --------------------------- |  |
| 1            | 18 tháng 9 năm 2019  | Người phụ nữ có chiếc vòng tay Germani                                      | 6.3% (hạng 11)              | 6.7% (hạng 8)               | 7.4%                        |  |
| 2            | 18 tháng 9 năm 2019  | Người phụ nữ có chiếc vòng tay Germani                                      | 7.4% (hạng 6)               | 7.6% (hạng 7)               | 8.7%                        |  |
| 3            | 19 tháng 9 năm 2019  | Người tốt, người xấu và người nhỏ mọn                                       | 6.7% (hạng 9)               | 7.0% (hạng 8)               | 6.4%                        |  |
| 4            | 19 tháng 9 năm 2019  | Người tốt, người xấu và người nhỏ mọn                                       | 8.3% (hạng 6)               | 8.7% (hạng 5)               | 7.9%                        |  |
| 5            | 25 tháng 9 năm 2019  | Chiến lược của chó lai                                                      | 8.6% (hạng 7)               | 9.4% (hạng 5)               | 7.5%                        |  |
| 6            | 25 tháng 9 năm 2019  | Chiến lược của chó lai                                                      | 10.0% (hạng 4)              | 11.0% (hạng 3)              | 8.7%                        |  |
| 7            | 26 tháng 9 năm 2019  | Chàng trai nông thôn                                                        | 7.7% (hạng 8)               | 7.4% (hạng 7)               | 7.5%                        |  |
| 8            | 26 tháng 9 năm 2019  | Chàng trai nông thôn                                                        | 10.0% (hạng 5)              | 10.0% (hạng 4)              | 9.2%                        |  |
| 9            | 2 tháng 10 năm 2019  | Ước muốn, chuyện tình và sự xáo trộn                                        | 9.3% (hạng 7)               | 10.1% (hạng 3)              | 8.4%                        |  |
| 10           | 2 tháng 10 năm 2019  | Ước muốn, chuyện tình và sự xáo trộn                                        | 11.5% (hạng 2)              | 12.4% (hạng 2)              | 9.3%                        |  |
| 11           | 3 tháng 10 năm 2019  | 29.08.1986. Sinh ra là một con Hà Mã                                        | 10.2% (hạng 5)              | 10.6% (hạng 5)              | —                           |  |
| 12           | 3 tháng 10 năm 2019  | 29.08.1986. Sinh ra là một con Hà Mã                                        | 12.9% (hạng 4)              | 13.7% (hạng 3)              | —                           |  |
| 13           | 9 tháng 10 năm 2019  | Tiên Ongsan                                                                 | 11.0% (hạng 5)              | 12.5% (hạng 4)              | 9.4%                        |  |
| 14           | 9 tháng 10 năm 2019  | Tiên Ongsan                                                                 | 13.1% (hạng 2)              | 14.9% (hạng 2)              | 11.0%                       |  |
| 15           | 10 tháng 10 năm 2019 | Linh miêu của khu phố                                                       | 11.0% (hạng 4)              | 11.6% (hạng 4)              | 10.7%                       |  |
| 16           | 10 tháng 10 năm 2019 | Linh miêu của khu phố                                                       | 14.5% (hạng 3)              | 15.2% (hạng 2)              | 12.9%                       |  |
| 17           | 16 tháng 10 năm 2019 | Ai tôi cũng sẽ chào đón                                                     | 11.0% (hạng 5)              | 11.8% (hạng 4)              | 10.2%                       |  |
| 18           | 16 tháng 10 năm 2019 | Ai tôi cũng sẽ chào đón                                                     | 13.4% (hạng 3)              | 14.7% (hạng 2)              | 11.5%                       |  |
| 19           | 17 tháng 10 năm 2019 | Người tốt thì không gặp may                                                 | 12.1% (hạng 5)              | 13.3% (hạng 3)              | 10.0%                       |  |
| 20           | 17 tháng 10 năm 2019 | Người tốt thì không gặp may                                                 | 14.9% (hạng 2)              | 16.1% (hạng 2)              | 12.8%                       |  |
| 21           | 23 tháng 10 năm 2019 | Anh hùng xuất hiện vào phút cuối                                            | 12.9% (hạng 4)              | 13.3% (hạng 3)              | 10.3%                       |  |
| 22           | 23 tháng 10 năm 2019 | Anh hùng xuất hiện vào phút cuối                                            | 16.9% (hạng 2)              | 17.5% (hạng 2)              | 14.0%                       |  |
| 23           | 24 tháng 10 năm 2019 | Đừng quên tôi                                                               | 13.3% (hạng 4)              | 13.3% (hạng 3)              | 12.7%                       |  |
| 24           | 24 tháng 10 năm 2019 | Đừng quên tôi                                                               | 16.2% (hạng 2)              | 16.1% (hạng 2)              | 15.1%                       |  |
| 25           | 30 tháng 10 năm 2019 | Kết thúc giai đoạn tán tỉnh                                                 | 14.3% (hạng 2)              | 15.3% (hạng 2)              | 12.8%                       |  |
| 26           | 30 tháng 10 năm 2019 | Kết thúc giai đoạn tán tỉnh                                                 | 16.9% (hạng 1)              | 17.9% (hạng 1)              | 14.9%                       |  |
| 27           | 31 tháng 10 năm 2019 | Nếp nhăn trên mặt mẹ "Và mẹ tôi đã già đi như thế"                          | 15.0% (hạng 3)              | 15.5% (hạng 2)              | 14.3%                       |  |
| 28           | 31 tháng 10 năm 2019 | Nếp nhăn trên mặt mẹ "Và mẹ tôi đã già đi như thế"                          | 18.4% (hạng 1)              | 18.8% (hạng 1)              | 16.9%                       |  |
| 29           | 6 tháng 11 năm 2019  | Người Mẹ                                                                    | 15.2% (hạng 2)              | 15.5% (hạng 2)              | 14.1%                       |  |
| 30           | 6 tháng 11 năm 2019  | Người Mẹ                                                                    | 18.2% (hạng 1)              | 18.7% (hạng 1)              | 16.0%                       |  |
| 31           | 7 tháng 11 năm 2019  | Thay đổi giữa phòng thủ và tấn công (Với sự tham gia của người đạp chân ga) | 15.7% (hạng 2)              | 16.5% (hạng 2)              | 14.1%                       |  |
| 32           | 7 tháng 11 năm 2019  | Thay đổi giữa phòng thủ và tấn công (Với sự tham gia của người đạp chân ga) | 18.8% (hạng 1)              | 19.7% (hạng 1)              | 17.0%                       |  |
| 33           | 13 tháng 11 năm 2019 | Ongsan Avengers                                                             | 17.9% (hạng 2)              | 18.8% (hạng 2)              | 14.5%                       |  |
| 34           | 13 tháng 11 năm 2019 | Ongsan Avengers                                                             | 20.7% (hạng 1)              | 22.1% (hạng 1)              | 16.3%                       |  |
| 35           | 14 tháng 11 năm 2019 | Cuộc sống của đứa trẻ tám tuổi                                              | 14.0% (hạng 3)              | 14.6% (hạng 3)              | 13.4%                       |  |
| 36           | 14 tháng 11 năm 2019 | Cuộc sống của đứa trẻ tám tuổi                                              | 18.1% (hạng 1)              | 19.3% (hạng 1)              | 16.7%                       |  |
| 37           | 20 tháng 11 năm 2019 | 7 năm 3 tháng làm mẹ                                                        | 18.1% (hạng 2)              | 18.6% (hạng 2)              | 16.1%                       |  |
| 38           | 20 tháng 11 năm 2019 | 7 năm 3 tháng làm mẹ                                                        | 20.4% (hạng 1)              | 21.2% (hạng 1)              | 19.1%                       |  |
| 39           | 21 tháng 11 năm 2019 | Liệu có phép màu không?                                                     | 19.7% (hạng 2)              | 20.8% (hạng 2)              | 16.6%                       |  |
| 40           | 21 tháng 11 năm 2019 | Liệu có phép màu không?                                                     | 23.8% (hạng 1)              | 24.9% (hạng 1)              | 19.8%                       |  |
| Trung bình   | Trung bình           |                                                                             | 13.9%                       | 14.6%                       | —                           |  |
|              |                      |                                                                             |                             |                             |                             |  |
| Tập đặc biệt |                      |                                                                             |                             |                             |                             |  |
| 1            | 27 tháng 11 năm 2019 | Hoa Trà Đã Nở                                                               | 8.8% (hạng 8)               | 8.8% (hạng 7)               | 9.1%                        |  |
| 2            | 27 tháng 11 năm 2019 | Hoa Trà Đã Nở                                                               | 9.1% (hạng 7)               | 9.4% (hạng 6)               | 9.0%                        |  |
| 3            | 28 tháng 11 năm 2019 | Hoa Trà Đã Nở                                                               | 6.6% (hạng 12)              | 7.0% (hạng 11)              | 7.5%                        |  |
| 4            | 28 tháng 11 năm 2019 | Hoa Trà Đã Nở                                                               | 7.6% (hạng 9)               | 8.1% (hạng 6)               | 8.2%                        |  |

## Giải thưởng và đề cử
| Năm  | Giải thưởng                                               | Hạng mục                                            | Đề cử                        | Kết quả   |
| ---- | --------------------------------------------------------- | --------------------------------------------------- | ---------------------------- | --------- |
| 2019 | 13th Korean Media Awards                                  | Chương trình truyền hình xuất sắc nhất              | Khi Hoa Trà Nở               | Đoạt giải |
| 2019 | 2020 Korea First Brand Awards                             | Nam diễn viên xuất sắc nhất                         | Kang Ha-neul                 | Đoạt giải |
| 2019 | KBS Drama Awards 2019                                     | Daesang                                             | Gong Hyo-jin                 | Đoạt giải |
| 2019 | KBS Drama Awards 2019                                     | Giải thưởng cộng đồng mạng                          | Kang Ha-neul                 | Đoạt giải |
| 2019 | KBS Drama Awards 2019                                     | Giải thưởng cộng đồng mạng                          | Kim Ji-seok                  | Đề cử     |
| 2019 | KBS Drama Awards 2019                                     | Giải thưởng cộng đồng mạng                          | Oh Jung-se                   | Đề cử     |
| 2019 | KBS Drama Awards 2019                                     | Giải thưởng cộng đồng mạng                          | Gong Hyo-jin                 | Đề cử     |
| 2019 | KBS Drama Awards 2019                                     | Giải thưởng cộng đồng mạng                          | Son Dam-bi                   | Đề cử     |
| 2019 | KBS Drama Awards 2019                                     | Giải thưởng cộng đồng mạng                          | Lee Jung-eun                 | Đề cử     |
| 2019 | KBS Drama Awards 2019                                     | Cặp đôi đẹp nhất                                    | Gong Hyo-jin và Kang Ha-neul | Đoạt giải |
| 2019 | KBS Drama Awards 2019                                     | Cặp đôi đẹp nhất                                    | Oh Jung-se và Yeom Hye-ran   | Đoạt giải |
| 2019 | KBS Drama Awards 2019                                     | Cặp đôi đẹp nhất                                    | Kim Ji-seok và Kim Kang-hoon | Đề cử     |
| 2019 | KBS Drama Awards 2019                                     | Nam diễn viên xuất sắc hàng đầu                     | Kang Ha-neul                 | Đoạt giải |
| 2019 | KBS Drama Awards 2019                                     | Nữ diễn viên xuất sắc - phim độ dài trung bình      | Lee Jung-eun                 | Đoạt giải |
| 2019 | KBS Drama Awards 2019                                     | Nam diễn viên xuất sắc - phim độ dài trung bình     | Kim Ji-suk                   | Đoạt giải |
| 2019 | KBS Drama Awards 2019                                     | Biên kịch xuất sắc nhất                             | Lim Sang Choon               | Đoạt giải |
| 2019 | KBS Drama Awards 2019                                     | Nam diễn viên phụ xuất sắc - phim độ dài trung bình | Oh Jung-se                   | Đoạt giải |
| 2019 | KBS Drama Awards 2019                                     | Nữ diễn viên phụ xuất sắc - phim độ dài trung bình  | Yeom Hye-ran                 | Đoạt giải |
| 2019 | KBS Drama Awards 2019                                     | Nữ diễn viên mới xuất sắc nhất                      | Son Dam-bi                   | Đoạt giải |
| 2019 | KBS Drama Awards 2019                                     | Nam diễn viên nhí xuất sắc nhất                     | Kim Kang-hoon                | Đoạt giải |
| 2020 | 32nd Korea Producer Awards                                | Phim hay nhất                                       | Khi Hoa Trà Nở               | Đoạt giải |
| 2020 | 56th Baeksang Arts Awards                                 | Daesang (hạng mục truyền hình)                      | Khi Hoa Trà Nở               | Đoạt giải |
| 2020 | 56th Baeksang Arts Awards                                 | Phim hay nhất                                       | Khi Hoa Trà Nở               | Đề cử     |
| 2020 | 56th Baeksang Arts Awards                                 | Đạo diễn xuất sắc nhất                              | Cha Yeong-hoon               | Đề cử     |
| 2020 | 56th Baeksang Arts Awards                                 | Kịch bản xuất sắc nhất                              | Lim Sang-choon               | Đoạt giải |
| 2020 | 56th Baeksang Arts Awards                                 | Nam diễn viên chính xuất sắc nhất                   | Kang Ha-neul                 | Đoạt giải |
| 2020 | 56th Baeksang Arts Awards                                 | Nữ diễn viên chính xuất sắc nhất                    | Gong Hyo-jin                 | Đề cử     |
| 2020 | 56th Baeksang Arts Awards                                 | Nam diễn viên phụ xuất sắc nhất                     | Oh Jung-se                   | Đoạt giải |
| 2020 | 56th Baeksang Arts Awards                                 | Nữ diễn viên phụ xuất sắc nhất                      | Son Dam-bi                   | Đề cử     |
| 2020 | 56th Baeksang Arts Awards                                 | Nữ diễn viên phụ xuất sắc nhất                      | Yeom Hye-ran                 | Đề cử     |
| 2020 | 56th Baeksang Arts Awards                                 | Nam diễn viên mới xuất sắc nhất                     | Kim Kang-hoon                | Đề cử     |
| 2020 | 47th Korean Broadcasting Awards                           | Phim truyền hình xuất sắc nhất                      | Khi Hoa Trà Nở               | Đoạt giải |
| 2020 | 47th Korean Broadcasting Awards                           | Biên kịch xuất sắc nhất                             | Lim Sang-choon               | Đoạt giải |
| 2020 | 47th Korean Broadcasting Awards                           | Nam diễn viên xuất sắc nhất                         | Kang Ha-neul                 | Đoạt giải |
| 2020 | Seoul International Drama Awards 2020                     | Phim truyền hình Hàn Quốc xuất sắc                  | Khi Hoa Trà Nở               | Đoạt giải |
| 2020 | Seoul International Drama Awards 2020                     | Nữ diễn viên chính xuất sắc nhất                    | Gong Hyo-jin                 | Đoạt giải |
| 2020 | Seoul International Drama Awards 2020                     | Biên kịch xuất sắc                                  | Lim Sang-choon               | Đoạt giải |
| 2020 | Seoul International Drama Awards 2020                     | Nam diễn viên Hàn Quốc xuất sắc                     | Kang Ha-neul                 | Đoạt giải |
| 2020 | Seoul International Drama Awards 2020                     | Nhạc phim Hàn Quốc xuất sắc                         | Khi Hoa Trà Nở               | Đoạt giải |
| 2020 | 2nd Asia Content Awards                                   | Phim truyền hình châu Á xuất sắc nhất               | Khi Hoa Trà Nở               | Đoạt giải |
| 2020 | 2nd Asia Content Awards                                   | Nam diễn viên xuất sắc nhất                         | Kang Ha-neul                 | Đề cử     |
| 2020 | Giải thưởng Văn hóa và Nghệ thuật Đại chúng Hàn Quốc 2020 | Bằng khen Văn hóa                                   | Go Doo-shim                  | Đoạt giải |
| 2020 | Giải thưởng Văn hóa và Nghệ thuật Đại chúng Hàn Quốc 2020 | Bằng khen của Thủ tướng Chính phủ                   | Gong Hyo-jin                 | Đoạt giải |
| 2020 | Giải thưởng Văn hóa và Nghệ thuật Đại chúng Hàn Quốc 2020 | Bằng khen của Thủ tướng Chính phủ                   | Kang Ha-neul                 | Đoạt giải |

## Original Soundtrack

### Part 1
| Phát hành ngày 3 tháng 10 năm 2019 | Phát hành ngày 3 tháng 10 năm 2019 | Phát hành ngày 3 tháng 10 năm 2019 | Phát hành ngày 3 tháng 10 năm 2019 |
| STT                                | Nhan đề                            | Ca sĩ                              | Thời lượng                         |
| ---------------------------------- | ---------------------------------- | ---------------------------------- | ---------------------------------- |
| 1.                                 | "Foolish Love" (이상한 사람)       | John Park                          | 3:45                               |
| 2.                                 | "Foolish Love" (inst.)             |                                    | 3:45                               |

### Part 2
| Phát hành ngày 9 tháng 10 năm 2019 | Phát hành ngày 9 tháng 10 năm 2019 | Phát hành ngày 9 tháng 10 năm 2019 | Phát hành ngày 9 tháng 10 năm 2019 |
| STT                                | Nhan đề                            | Ca sĩ                              | Thời lượng                         |
| ---------------------------------- | ---------------------------------- | ---------------------------------- | ---------------------------------- |
| 1.                                 | "Loser"                            | O.WHEN                             | 4:04                               |
| 2.                                 | "Loser" (inst.)                    |                                    | 4:04                               |

### Part 3
| Phát hành ngày 10 tháng 10 năm 2019 | Phát hành ngày 10 tháng 10 năm 2019          | Phát hành ngày 10 tháng 10 năm 2019 | Phát hành ngày 10 tháng 10 năm 2019 |
| STT                                 | Nhan đề                                      | Ca sĩ                               | Thời lượng                          |
| ----------------------------------- | -------------------------------------------- | ----------------------------------- | ----------------------------------- |
| 1.                                  | "You Are My Vitamin" (너는 내게 비타민 같아) | Motte ft. Yongzoo                   | 3:59                                |
| 2.                                  | "You Are My Vitamin" (inst.)                 |                                     | 3:59                                |

### Part 4
| Phát hành ngày 16 tháng 10 năm 2019 | Phát hành ngày 16 tháng 10 năm 2019                | Phát hành ngày 16 tháng 10 năm 2019 | Phát hành ngày 16 tháng 10 năm 2019 |
| STT                                 | Nhan đề                                            | Ca sĩ                               | Thời lượng                          |
| ----------------------------------- | -------------------------------------------------- | ----------------------------------- | ----------------------------------- |
| 1.                                  | "You Are As Pretty As A Flower" (꽃처럼 예쁜 그대) | Onestar                             | 3:41                                |
| 2.                                  | "You Are As Pretty As A Flower" (inst.)            |                                     | 3:41                                |

### Part 5
| Phát hành ngày 23 tháng 10 năm 2019 | Phát hành ngày 23 tháng 10 năm 2019 | Phát hành ngày 23 tháng 10 năm 2019 | Phát hành ngày 23 tháng 10 năm 2019 |
| STT                                 | Nhan đề                             | Ca sĩ                               | Thời lượng                          |
| ----------------------------------- | ----------------------------------- | ----------------------------------- | ----------------------------------- |
| 1.                                  | "Good To Be With You" (괜찮나요)    | Soyou                               | 4:20                                |
| 2.                                  | "Good To Be With You" (inst.)       |                                     | 4:20                                |

### Part 6
| Phát hành ngày 31 tháng 10 năm 2019 | Phát hành ngày 31 tháng 10 năm 2019                         | Phát hành ngày 31 tháng 10 năm 2019 | Phát hành ngày 31 tháng 10 năm 2019 |
| STT                                 | Nhan đề                                                     | Ca sĩ                               | Thời lượng                          |
| ----------------------------------- | ----------------------------------------------------------- | ----------------------------------- | ----------------------------------- |
| 1.                                  | "Like A Heroine In The Movie" (영화 속에 나오는 주인공처럼) | Punch                               | 3:55                                |
| 2.                                  | "Like A Heroine In The Movie" (inst.)                       |                                     | 3:55                                |

### Part 7
| Phát hành ngày 6 tháng 11 năm 2019 | Phát hành ngày 6 tháng 11 năm 2019 | Phát hành ngày 6 tháng 11 năm 2019 | Phát hành ngày 6 tháng 11 năm 2019 |
| STT                                | Nhan đề                            | Ca sĩ                              | Thời lượng                         |
| ---------------------------------- | ---------------------------------- | ---------------------------------- | ---------------------------------- |
| 1.                                 | "At That Time" (그 무렵)           | Kim Na-young                       | 4:33                               |
| 2.                                 | "At That Time" (inst.)             |                                    | 4:33                               |

### Part 8
| Phát hành ngày 7 tháng 11 năm 2019 | Phát hành ngày 7 tháng 11 năm 2019 | Phát hành ngày 7 tháng 11 năm 2019 | Phát hành ngày 7 tháng 11 năm 2019 |
| STT                                | Nhan đề                            | Ca sĩ                              | Thời lượng                         |
| ---------------------------------- | ---------------------------------- | ---------------------------------- | ---------------------------------- |
| 1.                                 | "When Winter Comes" (겨울이 오면)  | Kim Feel                           | 4:19                               |
| 2.                                 | "When Winter Comes" (inst.)        |                                    | 4:19                               |

### Part 9
| Phát hành ngày 13 tháng 11 năm 2019 | Phát hành ngày 13 tháng 11 năm 2019     | Phát hành ngày 13 tháng 11 năm 2019 | Phát hành ngày 13 tháng 11 năm 2019 |
| STT                                 | Nhan đề                                 | Ca sĩ                               | Thời lượng                          |
| ----------------------------------- | --------------------------------------- | ----------------------------------- | ----------------------------------- |
| 1.                                  | "Destiny Tells Me" (운명이 내게 말해요) | Heize                               | 3:12                                |
| 2.                                  | "Destiny Tells Me" (Inst.)              |                                     | 3:12                                |

### Part 10
| Phát hành ngày 14 tháng 11 năm 2019 | Phát hành ngày 14 tháng 11 năm 2019 | Phát hành ngày 14 tháng 11 năm 2019 | Phát hành ngày 14 tháng 11 năm 2019 |
| STT                                 | Nhan đề                             | Ca sĩ                               | Thời lượng                          |
| ----------------------------------- | ----------------------------------- | ----------------------------------- | ----------------------------------- |
| 1.                                  | "I’ll Be With You"                  | Ga Eun                              | 3:36                                |
| 2.                                  | "I’ll Be With You" (Inst.)          |                                     | 3:36                                |

### Part 11
| Phát hành ngày 20 tháng 11 năm 2019 | Phát hành ngày 20 tháng 11 năm 2019 | Phát hành ngày 20 tháng 11 năm 2019 | Phát hành ngày 20 tháng 11 năm 2019 |
| STT                                 | Nhan đề                             | Ca sĩ                               | Thời lượng                          |
| ----------------------------------- | ----------------------------------- | ----------------------------------- | ----------------------------------- |
| 1.                                  | "Mom" (내 맘)                       | Kim Yeon-ji                         | 3:15                                |
| 2.                                  | "Mom" (Inst.)                       |                                     | 3:15                                |

### Special OST
| Phát hành ngày 1 tháng 12 năm 2019 | Phát hành ngày 1 tháng 12 năm 2019 | Phát hành ngày 1 tháng 12 năm 2019                                                | Phát hành ngày 1 tháng 12 năm 2019 |
| STT                                | Nhan đề                            | Ca sĩ                                                                             | Thời lượng                         |
| ---------------------------------- | ---------------------------------- | --------------------------------------------------------------------------------- | ---------------------------------- |
| 1.                                 | "The First Noel" (노엘)            | Kim Yeon-ji, Onestar, Yong Zoo, Ga Eun, Ra.L, Lim Ji-eun, James Kang, Samma Choir | 6:19                               |
| 2.                                 | "The First Noel" (Inst.)           |                                                                                   | 6:19                               |

### Pop OST
| STT | Nhan đề                                | Ca sĩ           | Thời lượng |
| --- | -------------------------------------- | --------------- | ---------- |
| 1.  | "Wrong Ideology"                       | Kae Mi          | 2:20       |
| 2.  | "Omg"                                  | Park Jeong Hwan | 2:02       |
| 3.  | "Why Are You Looking At Me Like That?" | Yoo Min Ho      | 2:10       |
| 4.  | "Bloom"                                | Lee Geon Yeong  | 3:08       |
| 5.  | "Ong-san, Spring"                      | Park Mi Seon    | 1:44       |
| 6.  | "Tiki Tiki"                            | Park Yun Seo    | 2:15       |
| 7.  | "Rash"                                 | Lee Seong Gu    | 2:06       |
| 8.  | "Gustalas"                             | Ra.L            | 2:13       |
| 9.  | "Righteous Yongsik"                    | Yoo Min Ho      | 1:39       |
| 10. | "Smell Like Something Fishy"           | Park Jeong Hwan | 1:46       |
| 11. | "Sleepyhead"                           | Lee Geon Yeong  | 2:11       |
| 12. | "Don't Stop Me"                        | Ra.L            | 2:02       |
| 13. | "I Mean, It's Almost"                  | Park Mi Seon    | 1:36       |
| 14. | "What's wrong with you, Hyangmi?"      | Kae Mi          | 1:46       |
| 15. | "Jayeong"                              | Park Mi Seon    | 2:51       |
| 16. | "Good Old Days"                        | Park Jeong Hwan | 2:02       |
| 17. | "Dongbaek and Yongsik"                 | Park Mi Seon    | 1:34       |
| 18. | "Divorce Lawyer"                       | Yoo Min Ho      | 2:03       |
| 19. | "Camellia"                             | Yoo Min Ho      | 4:55       |
| 20. | "Dazzling"                             | Lee Geon Yeong  | 4:07       |
| 21. | "Mom, My Mom"                          | Kae Mi          | 3:00       |
| 22. | "Shadow"                               | Lee Seong Gu    | 1:29       |
| 23. | "Hillside"                             | Lee Geon Yeong  | 4:16       |
| 24. | "Why Tiptoeing Around"                 | Park Yun Seo    | 2:58       |
| 25. | "Don't Mess With Me"                   | Park Yun Seo    | 3:41       |
| 26. | "I said, Don't mess with me"           | Park Yun Seo    | 3:12       |
| 27. | "Neighbor"                             | Lee Seong Gu    | 1:22       |
| 28. | "When the Camellia Blooms"             | Kae Mi          | 1:50       |

## Đón nhận
Ngày 29 tháng 11, bộ phim nhận bằng khen của Hiệp hội Gia đình Người mẹ Đơn thân Hàn Quốc và Mạng lưới Hỗ trợ Người mẹ Đơn thân Hàn Quốc vì truyền tải thông điệp tích cực, góp phần thay đổi định kiến và sự phân biệt đối xử của xã hội đối với các bà mẹ đơn thân.